# Ulica Adama Idźkowskiego w Warszawie
Ulica Adama Idźkowskiego – jedna z ulic osiedla Solec w Warszawie, będąca ślepym zaułkiem odchodzącym od ulicy Zagórnej.
Nadana w 1928 nazwa ulicy upamiętnia architekta Adama Idźkowskiego.

## Historia
Ulicę zaprojektowano w latach 1928–1930 jako przecznicę ul. Zagórnej, mającą docelowo sięgać ul. Okrąg i za jej linią biec do alei 3 Maja. Do roku 1939 zdołano przeprowadzić jedynie krótkie fragmenty ulicy: od Zagórnej, i dalszy fragment, poza linią ul. Wilanowskiej. Pomiędzy tymi odcinkami znajdowały się zabudowania fabryczne Towarzystwa Akcyjnego „Cyrański, Werner i S-ka“. W okresie powojennym do tego pomysłu już nie powrócono, a w miejscu planowanego przebiegu ulicy powstał Centralny Park Kultury (od roku 1992 pod nazwą park Marszałka Edwarda Rydza-Śmigłego). Do wybuchu II wojny światowej zabudowano jedynie początkowy odcinek ulicy.
W czasie powstania warszawskiego we wrześniu 1944 w rejonie ulicy Idźkowskiego toczyły się ciężkie walki. Budynek nr 4, nazywany przez powstańców „Białym Domem“, stał się redutą powstańczą blokującą Niemcom drogę w kierunku Wisły. Jego obrona umożliwiła również ewakuację 19 września kanałami ok. 200 powstańców na Mokotów.
Wzniesione przy ulicy kamienice przetrwały wojnę, podobnie jak stojący we wschodniej pierzei ulicy pałacyk Symonowicza (przypisany numeracji ul. Solec). Spośród zachowanej zabudowy wyróżnia się wspomniana kamienica nr 4, zaprojektowana przez Adolfa Inatowicza-Łubiańskiego. Budynek utrzymany w stylistyce ekspresyjnego funkcjonalizmu ma dwie, odmiennie skomponowane fasady.